# Карадог ап Инир
Карадог (валл. Caradog ap Ynyr; V век) — король Гвента в V веке.

## Биография
Он упоминается в Жизни Святого Татея как rex utrius Guentonie, правитель обоих Гвентов. Когда Татей прибыл в Гвент, Карадог пригласил святого в свой дом, но Татей не пошел «в богатое семейство государя». Карадог, однако, не стал пренебрегать посещением Татея и пригласил его отправиться в Каер-Уэнт, открыл его религиозную деятельность там (§5). Этот святой получил землю недалеко от города, где он построил церковь, Caradoci regis filii Ynyrij nobilissimi donation, «дар короля Карадога, сына самого благородного Инира» (§6). Четыре существительных и одно прилагательное в родительном падеже приводят к двусмысленности, причем вышеупомянутый перевод является наиболее естественным, хотя Уэйд-Эванс предпочитает «самого благородного короля Карадога». Но Эгертон Филлимор предложил «самого благородного Инира сына государя Карадога», потому что он хотел отождествить этого Инира с Иниром Гвентским из Жизни Святого Беуно. Позже Карадог предоставил Татею весь город Каер-Уэнт, и святой нашел новое место для королевской резиденции, с помощью лошади, позволив ей идти туда, куда пожелала бы она. Это привело его к месту возле берегов реки Северн (§ 9). Место понравилось королю (§10). В en:Genealogies from Jesus College MS 20 есть довольно коррумпированная родословная, из которой, как представляется, Меуриг ап Энхинти (Энинни) был сыном некого Карадога, который назывался Сухоруким. Более вероятно, что упоминаемый Карадог - это Карадог, король Гвента, а не Карадог Сухорукий, и это хронологически удовлетворительно.
Согласно традиции, примерно в VI веке Карадог, перенес свой двор из Каэр-вента в Порт Ис-Коед, где был сильный источник пресной воды, который высох только позже, когда был построен туннель Северн. В качестве альтернативы двор мог базироваться в соседнем Садбруке.
В Жизни Святого Татея (§ 6), Карадог упоминается и как сын и как отец Инира, что наводит на мысли о двух Инирах. Инир II, как правитель кантрева Гвент Ис-Коед(Гвент ниже леса), мог быть сыном Карадога Сухорукого, правителя Гвент Йух-Коед(Гвент вне леса) и Ис-Коед и отцом Иддона II Гвентского.